# Liga de Naciones de Voleibol Femenino de 2021
La Liga de Naciones de Voleibol Femenino de 2021 fue la tercera edición del torneo anual más importante de selecciones nacionales de voleibol femenino, el evento fue organizado por la Federación Internacional de Voleibol (FIVB) y contó con 16 equipos. La FIVB anunció que la ciudad de Rimini, Italia, sería la anfitriona de la Liga de Naciones 2021 en una burbuja sanitaria para garantizar que los atletas pudieran competir de manera segura y llevar voleibol en vivo a millones de fanáticos de todo el mundo.

## Equipos participantes
Los 16 equipos calificaron para la competencia. 12 de ellos calificaron como equipos principales que no descienden. Otros 4 equipos fueron seleccionados como equipos invitados que podrán ser relegados del torneo. 
Canadá como ganador de la Challenger Cup 2019 reemplazó a Bulgaria para esta edición.
|                     | AVC                                 | CEV                                               | NORCECA                     | CSV    |
| ------------------- | ----------------------------------- | ------------------------------------------------- | --------------------------- | ------ |
| Equipos principales | China Corea del Sur Japón Tailandia | Alemania Italia Países Bajos Rusia Serbia Turquía | Estados Unidos              | Brasil |
| Equipos desafiantes |                                     | Bélgica Polonia                                   | Canadá República Dominicana |        |

## Sistema de competición

### Ronda Preliminar
Los 16 equipos se enfrentan en un formato todos contra todos a lo largo de 5 semanas, jugando 3 partidos por semana. Los cuatro primeros equipos de la tabla general clasifican a la ronda final. A diferencia de años anteriores, no hay descensos a ni ascensos de la Copa Challenger.

### Ronda final
Los cuatro equipos clasificados se enfrentan en una llave de semifinales, donde los perdedores juegan por el tercer puesto. Los duelos se deciden basados en su posición en la tabla general, donde el primero enfrenta al cuarto y el segundo al tercero.

## Ronda preliminar

### Posiciones
| Posición | Equipo               | Partidos | Partidos | Partidos | Pts | Sets | Sets | Sets  | Puntos | Puntos | Puntos |
| Posición | Equipo               | PJ       | PG       | PP       | Pts | SG   | SP   | Ratio | PG     | PP     | Ratio  |
| -------- | -------------------- | -------- | -------- | -------- | --- | ---- | ---- | ----- | ------ | ------ | ------ |
| 1.º      | Estados Unidos       | 15       | 14       | 1        | 42  | 42   | 7    | 6.000 | 1199   | 931    | 1.288  |
| 2.º      | Brasil               | 15       | 13       | 2        | 40  | 42   | 10   | 4.200 | 1251   | 954    | 1.311  |
| 3.º      | Japón                | 15       | 12       | 3        | 33  | 36   | 18   | 2.000 | 1150   | 1026   | 1.121  |
| 4.º      | Turquía              | 15       | 11       | 4        | 30  | 37   | 21   | 1.762 | 1304   | 1237   | 1.054  |
| 5.º      | China                | 15       | 10       | 5        | 30  | 35   | 21   | 1.667 | 1254   | 1152   | 1.089  |
| 6.º      | República Dominicana | 15       | 9        | 6        | 29  | 34   | 25   | 1.360 | 1319   | 1281   | 1.030  |
| 7.º      | Países Bajos         | 15       | 9        | 6        | 25  | 30   | 26   | 1.154 | 1265   | 1219   | 1.038  |
| 8.º      | Rusia                | 15       | 8        | 7        | 24  | 30   | 26   | 1.154 | 1210   | 1180   | 1.025  |
| 9.º      | Bélgica              | 15       | 8        | 7        | 19  | 27   | 34   | 0.794 | 1282   | 1333   | 0.962  |
| 10.º     | Alemania             | 15       | 5        | 10       | 16  | 22   | 32   | 0.688 | 1055   | 1129   | 0.934  |
| 11.º     | Polonia              | 15       | 5        | 10       | 15  | 24   | 36   | 0.667 | 1309   | 1335   | 0.981  |
| 12.º     | Italia               | 15       | 4        | 11       | 16  | 24   | 35   | 0.686 | 1282   | 1347   | 0.952  |
| 13.º     | Serbia               | 15       | 4        | 11       | 14  | 19   | 36   | 0.528 | 1115   | 1274   | 0.875  |
| 14.º     | Canadá               | 15       | 3        | 12       | 11  | 17   | 39   | 0.436 | 1094   | 1309   | 0.836  |
| 15.º     | Corea del Sur        | 15       | 3        | 12       | 10  | 16   | 40   | 0.400 | 1157   | 1298   | 0.891  |
| 16.º     | Tailandia            | 15       | 2        | 13       | 6   | 11   | 40   | 0.275 | 983    | 1224   | 0.803  |

     - Clasificadas a la ronda final.

Actualizado al 20-06-2021. Fuente: VNL

### Resultados

#### Semana 1
- Del 25 al 27 de mayo
- Sede:  Rimini Fiera
- Todos los horarios corresponden a la hora de Rimini, Italia ( UTC+02:00 )

| Fecha      | Hora  | Equipo 1             | Sets  | Equipo 2             | Set 1 | Set 2 | Set 3 | Set 4 | Set 5 | Total   |
| ---------- | ----- | -------------------- | ----- | -------------------- | ----- | ----- | ----- | ----- | ----- | ------- |
| 25 de mayo | 10.00 | Países Bajos         | 3 : 0 | Bélgica              | 25-21 | 25-19 | 25-18 |       |       | 75-58   |
| 25 de mayo | 12.00 | Turquía              | 3 : 2 | Serbia               | 25-21 | 18-25 | 25-23 | 22-25 | 16-14 | 106-108 |
| 25 de mayo | 13.00 | Alemania             | 0 : 3 | Rusia                | 21-25 | 22-25 | 19-25 |       |       | 62-75   |
| 25 de mayo | 15.00 | Japón                | 3 : 0 | Tailandia            | 25-15 | 25-17 | 25-16 |       |       | 75-48   |
| 25 de mayo | 16.00 | China                | 3 : 1 | Corea del Sur        | 23-25 | 25-19 | 25-19 | 25-18 |       | 98-81   |
| 25 de mayo | 18.00 | República Dominicana | 0 : 3 | Estados Unidos       | 20-25 | 21-25 | 12-25 |       |       | 53-75   |
| 25 de mayo | 19.30 | Italia               | 2 : 3 | Polonia              | 22-25 | 25-22 | 25-20 | 22-25 | 15-17 | 109-109 |
| 25 de mayo | 21.00 | Brasil               | 3 : 1 | Canadá               | 23-25 | 25-11 | 25-9  | 25-14 |       | 98-59   |
| 26 de mayo | 10.00 | Países Bajos         | 2 : 3 | Alemania             | 25-18 | 18-25 | 30-28 | 23-25 | 12-15 | 108-111 |
| 26 de mayo | 12.00 | Tailandia            | 1 : 3 | Corea del Sur        | 25-15 | 13-25 | 18-25 | 17-25 |       | 73-90   |
| 26 de mayo | 13.00 | China                | 0 : 3 | Japón                | 13-25 | 19-25 | 17-25 |       |       | 49-75   |
| 26 de mayo | 15.00 | Bélgica              | 2 : 3 | Rusia                | 25-23 | 25-21 | 19-25 | 19-25 | 8-15  | 96-109  |
| 26 de mayo | 16.00 | Serbia               | 3 : 1 | Polonia              | 20-25 | 25-17 | 25-16 | 25-21 |       | 95-79   |
| 26 de mayo | 18.00 | Brasil               | 3 : 0 | República Dominicana | 25-20 | 25-13 | 25-17 |       |       | 75-50   |
| 26 de mayo | 19.00 | Turquía              | 3 : 0 | Italia               | 25-13 | 25-23 | 25-16 |       |       | 75-52   |
| 26 de mayo | 21.00 | Estados Unidos       | 3 : 0 | Canadá               | 26-24 | 25-15 | 25-10 |       |       | 76-49   |
| 27 de mayo | 10.00 | Alemania             | 3 : 0 | Bélgica              | 25-20 | 25-19 | 25-13 |       |       | 75-52   |
| 27 de mayo | 12.00 | Rusia                | 1 : 3 | Países Bajos         | 14-25 | 22-25 | 25-23 | 20-25 |       | 81-98   |
| 27 de mayo | 13.00 | Corea del Sur        | 0 : 3 | Japón                | 18-25 | 18-25 | 25-27 |       |       | 61-77   |
| 27 de mayo | 15.00 | Canadá               | 1 : 3 | República Dominicana | 17-25 | 24-26 | 30-28 | 16-25 |       | 87-104  |
| 27 de mayo | 16.00 | China                | 3 : 0 | Tailandia            | 25-15 | 25-15 | 25-23 |       |       | 75-53   |
| 27 de mayo | 18.00 | Polonia              | 1 : 3 | Turquía              | 23-25 | 27-25 | 23-25 | 20-25 |       | 93-100  |
| 27 de mayo | 19.30 | Brasil               | 1 : 3 | Estados Unidos       | 17-25 | 19-25 | 25-23 | 22-25 |       | 83-98   |
| 27 de mayo | 21.00 | Serbia               | 3 : 1 | Italia               | 25-18 | 23-25 | 26-24 | 25-20 |       | 99-87   |

#### Semana 2
- Del 31 de mayo al 2 de junio

- Sede:  Rimini Fiera
- Todos los horarios corresponden a la hora de Rimini, Italia ( UTC+02:00 )

| Fecha      | Hora  | Equipo 1             | Sets  | Equipo 2             | Set 1 | Set 2 | Set 3 | Set 4 | Set 5 | Total   |
| ---------- | ----- | -------------------- | ----- | -------------------- | ----- | ----- | ----- | ----- | ----- | ------- |
| 31 de mayo | 10.00 | Tailandia            | 0 : 3 | Países Bajos         | 20-25 | 9-25  | 18-25 |       |       | 47-75   |
| 31 de mayo | 12.00 | Bélgica              | 3 : 2 | República Dominicana | 31-33 | 19-25 | 25-20 | 25-16 | 15-11 | 115-105 |
| 31 de mayo | 13.00 | China                | 3 : 2 | Alemania             | 20-25 | 19-25 | 27-25 | 25-21 | 15-9  | 106-105 |
| 31 de mayo | 15.00 | Brasil               | 3 : 0 | Japón                | 25-15 | 25-19 | 25-21 |       |       | 75-55   |
| 31 de mayo | 16.00 | Canadá               | 2 : 3 | Turquía              | 23-25 | 25-19 | 25-22 | 23-25 | 12-15 | 108-106 |
| 31 de mayo | 18.00 | Corea del Sur        | 0 : 3 | Polonia              | 15-25 | 20-25 | 22-25 |       |       | 57-75   |
| 31 de mayo | 19.30 | Serbia               | 0 : 3 | Estados Unidos       | 20-25 | 16-25 | 12-25 |       |       | 48-75   |
| 31 de mayo | 21.00 | Rusia                | 3 : 0 | Italia               | 26-24 | 25-23 | 27-25 |       |       | 78-72   |
| 1 de junio | 10.00 | Turquía              | 3 : 0 | Alemania             | 25-20 | 25-20 | 25-22 |       |       | 75-62   |
| 1 de junio | 12.00 | República Dominicana | 3 : 0 | Corea del Sur        | 25-23 | 28-26 | 25-18 |       |       | 78-67   |
| 1 de junio | 13.00 | Bélgica              | 3 : 2 | Polonia              | 25-15 | 17-25 | 25-19 | 22-25 | 15-12 | 104-96  |
| 1 de junio | 15.00 | Serbia               | 3 : 0 | Tailandia            | 25-19 | 25-23 | 25-23 |       |       | 75-65   |
| 1 de junio | 16.00 | China                | 2 : 3 | Canadá               | 22-25 | 25-21 | 17-25 | 25-15 | 12-15 | 101-101 |
| 1 de junio | 18.00 | Estados Unidos       | 3 : 0 | Países Bajos         | 25-22 | 25-15 | 25-18 |       |       | 75-55   |
| 1 de junio | 19.30 | Italia               | 2 : 3 | Japón                | 25-27 | 19-25 | 25-16 | 25-21 | 13-15 | 107-104 |
| 1 de junio | 21.00 | Brasil               | 3 : 0 | Rusia                | 25-20 | 25-11 | 25-18 |       |       | 75-49   |
| 2 de junio | 10.00 | Bélgica              | 3 : 2 | Corea del Sur        | 23-25 | 25-23 | 25-16 | 19-25 | 15-12 | 107-101 |
| 2 de junio | 12.00 | Tailandia            | 0 : 3 | Estados Unidos       | 17-25 | 14-25 | 16-25 |       |       | 47-75   |
| 2 de junio | 13.00 | Alemania             | 0 : 3 | Canadá               | 28-30 | 25-27 | 14-25 |       |       | 67-82   |
| 2 de junio | 15.00 | Japón                | 3 : 0 | Rusia                | 25-20 | 25-21 | 25-21 |       |       | 75-62   |
| 2 de junio | 16.00 | China                | 0 : 3 | Turquía              | 15-25 | 23-25 | 21-25 |       |       | 59-75   |
| 2 de junio | 18.00 | Polonia              | 1 : 3 | República Dominicana | 25-22 | 22-25 | 26-28 | 21-25 |       | 94-100  |
| 2 de junio | 19.30 | Países Bajos         | 3 : 1 | Serbia               | 25-22 | 25-16 | 18-25 | 25-21 |       | 93-84   |
| 2 de junio | 21.00 | Brasil               | 3 : 1 | Italia               | 19-25 | 25-15 | 25-19 | 25-19 |       | 94-78   |

#### Semana 3
- Del 6 al 8 de junio
- Sede:  Rimini Fiera
- Todos los horarios corresponden a la hora de Rimini, Italia ( UTC+02:00 )

| Fecha      | Hora  | Equipo 1             | Sets  | Equipo 2             | Set 1 | Set 2 | Set 3 | Set 4 | Set 5 | Total   |
| ---------- | ----- | -------------------- | ----- | -------------------- | ----- | ----- | ----- | ----- | ----- | ------- |
| 6 de junio | 10.00 | China                | 2 : 3 | Bélgica              | 25-17 | 25-27 | 25-23 | 21-25 | 8-15  | 104-107 |
| 6 de junio | 12.00 | Japón                | 0 : 3 | Países Bajos         | 22-25 | 20-25 | 23-25 |       |       | 65-75   |
| 6 de junio | 15.00 | Turquía              | 3 : 1 | Tailandia            | 23-25 | 25-12 | 25-20 | 25-9  |       | 98-66   |
| 6 de junio | 15.00 | República Dominicana | 2 : 3 | Rusia                | 18-25 | 25-21 | 20-25 | 25-22 | 8-15  | 96-108  |
| 6 de junio | 16.00 | Brasil               | 3 : 0 | Serbia               | 25-12 | 25-14 | 25-13 |       |       | 75-39   |
| 6 de junio | 18.00 | Canadá               | 2 : 3 | Polonia              | 25-22 | 25-21 | 21-25 | 17-25 | 7-15  | 95-108  |
| 6 de junio | 19.00 | Italia               | 3 : 1 | Corea del Sur        | 27-25 | 23-25 | 25-22 | 25-20 |       | 100-92  |
| 6 de junio | 21.00 | Alemania             | 0 : 3 | Estados Unidos       | 23-25 | 13-25 | 13-25 |       |       | 49-75   |
| 7 de junio | 10.00 | Rusia                | 3 : 1 | Tailandia            | 25-14 | 18-25 | 25-14 | 25-20 |       | 93-73   |
| 7 de junio | 12.00 | Turquía              | 1 : 3 | República Dominicana | 22-25 | 21-25 | 25-23 | 17-25 |       | 85-98   |
| 7 de junio | 13.00 | Canadá               | 0 : 3 | Japón                | 16-25 | 15-25 | 15-25 |       |       | 46-75   |
| 7 de junio | 15.00 | China                | 1 : 3 | Serbia               | 22-25 | 18-25 | 25-20 | 22-25 |       | 87-95   |
| 7 de junio | 16.00 | Corea del Sur        | 0 : 3 | Estados Unidos       | 16-25 | 12-25 | 14-25 |       |       | 42-75   |
| 7 de junio | 18.00 | Polonia              | 2 : 3 | Países Bajos         | 25-21 | 23-25 | 25-22 | 21-25 | 9-15  | 103-108 |
| 7 de junio | 19.00 | Alemania             | 0 : 3 | Italia               | 21-25 | 19-25 | 11-25 |       |       | 51-75   |
| 7 de junio | 21.00 | Bélgica              | 0 : 3 | Brasil               | 18-25 | 16-25 | 17-25 |       |       | 51-75   |
| 8 de junio | 10.00 | Tailandia            | 0 : 3 | República Dominicana | 16-25 | 17-25 | 23-25 |       |       | 56-75   |
| 8 de junio | 12.00 | Turquía              | 3 : 2 | Rusia                | 25-22 | 22-25 | 25-18 | 18-25 | 15-7  | 105-97  |
| 8 de junio | 13.00 | Canadá               | 0 : 3 | Países Bajos         | 19-25 | 12-25 | 21-25 |       |       | 52-75   |
| 8 de junio | 15.00 | Japón                | 3 : 2 | Polonia              | 22-25 | 22-25 | 25-22 | 25-23 | 16-14 | 110-109 |
| 8 de junio | 16.00 | China                | 3 : 2 | Brasil               | 18-25 | 25-22 | 25-20 | 14-25 | 15-12 | 97-104  |
| 8 de junio | 18.00 | Alemania             | 3 : 0 | Corea del Sur        | 25-12 | 25-21 | 25-22 |       |       | 75-55   |
| 8 de junio | 19.00 | Bélgica              | 3 : 2 | Serbia               | 23-25 | 26-24 | 25-21 | 23-25 | 15-10 | 112-105 |
| 8 de junio | 21.00 | Italia               | 1 : 3 | Estados Unidos       | 18-25 | 21-25 | 25-20 | 16-25 |       | 80-95   |

#### Semana 4
- Del 12 al 14 de junio
- Sede:  Rimini Fiera
- Todos los horarios corresponden a la hora de Rimini, Italia ( UTC+02:00 )

| Fecha       | Hora  | Equipo 1             | Sets  | Equipo 2             | Set 1 | Set 2 | Set 3 | Set 4 | Set 5 | Total   |
| ----------- | ----- | -------------------- | ----- | -------------------- | ----- | ----- | ----- | ----- | ----- | ------- |
| 12 de junio | 10.00 | Rusia                | 3 : 0 | Corea del Sur        | 25-23 | 25-17 | 25-17 |       |       | 75-57   |
| 12 de junio | 12.00 | Tailandia            | 3 : 1 | Alemania             | 24-26 | 25-21 | 25-21 | 25-16 |       | 99-84   |
| 12 de junio | 13.00 | Japón                | 3 : 1 | Turquía              | 25-17 | 25-20 | 17-25 | 25-19 |       | 92-81   |
| 12 de junio | 15.00 | Estados Unidos       | 3 : 0 | Bélgica              | 25-9  | 26-24 | 25-20 |       |       | 76-53   |
| 12 de junio | 16.00 | China                | 3 : 0 | Países Bajos         | 25-12 | 25-18 | 33-31 |       |       | 83-61   |
| 12 de junio | 18.00 | Canadá               | 3 : 1 | Serbia               | 25-21 | 22-25 | 25-21 | 25-18 |       | 97-85   |
| 12 de junio | 19.00 | República Dominicana | 3 : 1 | Italia               | 25-21 | 25-19 | 22-25 | 26-24 |       | 98-89   |
| 12 de junio | 21.00 | Polonia              | 0 : 3 | Brasil               | 22-25 | 20-25 | 23-25 |       |       | 65-75   |
| 13 de junio | 10.00 | Turquía              | 3 : 0 | Bélgica              | 25-20 | 25-17 | 25-19 |       |       | 75-56   |
| 13 de junio | 12.00 | Estados Unidos       | 3 : 0 | Japón                | 25-23 | 26-24 | 25-20 |       |       | 76-67   |
| 13 de junio | 13.30 | Italia               | 2 : 3 | Países Bajos         | 21-25 | 28-26 | 25-20 | 21-25 | 10-15 | 105-111 |
| 13 de junio | 15.00 | República Dominicana | 1 : 3 | China                | 14-25 | 20-25 | 25-19 | 22-25 |       | 81-94   |
| 13 de junio | 16.30 | Rusia                | 3 : 0 | Canadá               | 25-15 | 25-12 | 25-14 |       |       | 75-41   |
| 13 de junio | 18.00 | Corea del Sur        | 3 : 1 | Serbia               | 25-13 | 23-25 | 25-13 | 25-23 |       | 98-74   |
| 13 de junio | 19.30 | Tailandia            | 0 : 3 | Polonia              | 23-25 | 15-25 | 20-25 |       |       | 58-75   |
| 13 de junio | 21.00 | Alemania             | 1 : 3 | Brasil               | 25-22 | 17-25 | 21-25 | 22-25 |       | 85-97   |
| 14 de junio | 10.00 | Bélgica              | 1 : 3 | Japón                | 25-23 | 22-25 | 21-25 | 21-25 |       | 89-98   |
| 14 de junio | 12.00 | Rusia                | 3 : 0 | Serbia               | 25-8  | 25-17 | 25-23 |       |       | 75-48   |
| 14 de junio | 13.00 | Países Bajos         | 1 : 3 | República Dominicana | 23-25 | 25-23 | 28-30 | 22-25 |       | 98-103  |
| 14 de junio | 15.00 | Alemania             | 3 : 0 | Polonia              | 25-23 | 25-20 | 25-23 |       |       | 75-66   |
| 14 de junio | 16.00 | China                | 3 : 0 | Italia               | 25-19 | 25-11 | 25-19 |       |       | 75-49   |
| 14 de junio | 18.00 | Corea del Sur        | 3 : 2 | Canadá               | 15-25 | 25-18 | 27-29 | 25-20 | 21-19 | 113-111 |
| 14 de junio | 19.30 | Brasil               | 3 : 0 | Tailandia            | 25-11 | 25-14 | 25-10 |       |       | 75-35   |
| 14 de junio | 21.00 | Estados Unidos       | 3 : 1 | Turquía              | 25-21 | 23-25 | 25-15 | 25-14 |       | 98-75   |

#### Semana 5
- Del 18 al 20 de junio

- Sede:  Rimini Fiera
- Todos los horarios corresponden a la hora de Rimini, Italia ( UTC+02:00 )

| Fecha       | Hora  | Equipo 1             | Sets  | Equipo 2             | Set 1 | Set 2 | Set 3 | Set 4 | Set 5 | Total   |
| ----------- | ----- | -------------------- | ----- | -------------------- | ----- | ----- | ----- | ----- | ----- | ------- |
| 18 de junio | 10.00 | Alemania             | 3 : 0 | Serbia               | 25-23 | 25-16 | 25-21 |       |       | 75-60   |
| 18 de junio | 12.00 | Japón                | 3 : 2 | República Dominicana | 18-25 | 24-26 | 25-22 | 25-15 | 15-11 | 107-99  |
| 18 de junio | 13.00 | Tailandia            | 1 : 3 | Bélgica              | 23-25 | 24-26 | 25-23 | 15-25 |       | 87-99   |
| 18 de junio | 15.00 | Corea del Sur        | 0 : 3 | Brasil               | 18-25 | 23-25 | 18-25 |       |       | 59-75   |
| 18 de junio | 16.00 | China                | 3 : 0 | Rusia                | 25-18 | 25-23 | 25-16 |       |       | 75-57   |
| 18 de junio | 18.00 | Polonia              | 0 : 3 | Estados Unidos       | 27-29 | 27-29 | 14-25 |       |       | 68-83   |
| 18 de junio | 19.00 | Canadá               | 0 : 3 | Italia               | 18-25 | 20-25 | 20-25 |       |       | 58-75   |
| 18 de junio | 21.00 | Turquía              | 3 : 0 | Países Bajos         | 27-25 | 25-20 | 25-20 |       |       | 77-65   |
| 19 de junio | 10.00 | República Dominicana | 3 : 0 | Serbia               | 25-14 | 25-20 | 25-18 |       |       | 75-52   |
| 19 de junio | 12.00 | Estados Unidos       | 3 : 1 | Rusia                | 25-21 | 25-27 | 25-23 | 25-15 |       | 100-86  |
| 19 de junio | 13.00 | Japón                | 3 : 1 | Alemania             | 25-23 | 19-25 | 26-24 | 25-15 |       | 95-87   |
| 19 de junio | 15.00 | Tailandia            | 3 : 0 | Canadá               | 25-16 | 25-17 | 25-17 |       |       | 75-50   |
| 19 de junio | 16.00 | China                | 3 : 0 | Polonia              | 26-24 | 25-22 | 25-16 |       |       | 76-62   |
| 19 de junio | 18.00 | Corea del Sur        | 1 : 3 | Turquía              | 23-25 | 25-20 | 17-25 | 18-25 |       | 83-95   |
| 19 de junio | 19.30 | Brasil               | 3 : 0 | Países Bajos         | 25-19 | 25-19 | 25-20 |       |       | 75-58   |
| 19 de junio | 21.00 | Bélgica              | 3 : 2 | Italia               | 25-17 | 20-25 | 22-25 | 25-17 | 15-10 | 107-94  |
| 20 de junio | 10.00 | República Dominicana | 3 : 2 | Alemania             | 25-21 | 25-22 | 14-25 | 25-27 | 15-9  | 104-104 |
| 20 de junio | 12.00 | China                | 3 : 0 | Estados Unidos       | 25-10 | 25-20 | 25-17 |       |       | 75-47   |
| 20 de junio | 13.00 | Tailandia            | 1 : 3 | Italia               | 35-33 | 21-25 | 25-27 | 20-25 |       | 101-110 |
| 20 de junio | 15.00 | Japón                | 3 : 0 | Serbia               | 25-12 | 25-22 | 25-15 |       |       | 75-49   |
| 20 de junio | 16.00 | Rusia                | 2 : 3 | Polonia              | 17-25 | 25-20 | 16-25 | 25-22 | 7-15  | 90-107  |
| 20 de junio | 18.00 | Corea del Sur        | 2 : 3 | Países Bajos         | 20-25 | 25-23 | 18-25 | 25-22 | 12-15 | 100-110 |
| 20 de junio | 19.30 | Bélgica              | 3 : 0 | Canadá               | 26-24 | 25-17 | 25-17 |       |       | 76-58   |
| 20 de junio | 21.00 | Brasil               | 3 : 1 | Turquía              | 25-18 | 25-16 | 25-27 | 25-15 |       | 100-76  |

## Ronda final
- Del 24 al 25 de junio
- Sede:  Rimini Fiera
- Todos los horarios corresponden a la hora de Rimini, Italia ( UTC+02:00 )

|  | Semifinales | Semifinales    | Semifinales    |                |        | Final         | Final         | Final         |  |
|  | 24 de junio | 24 de junio    | 24 de junio    |                |        | 25 de junio   | 25 de junio   | 25 de junio   |  |
|  |             |                |                |                |        |               |               |               |  |
|  |             |                |                |                |        |               |               |               |  |
|  | 2           | Brasil         | 3              |                |        |               |               |               |  |
|  | 2           | Brasil         | 3              |                |        |               |               |               |  |
|  | 3           | Japón          | 1              |                |        |               |               |               |  |
|  | 3           | Japón          | 1              |                | Brasil | Brasil        | 1             |               |  |
|  |             |                |                |                | Brasil | Brasil        | 1             |               |  |
|  |             |                | Estados Unidos | Estados Unidos | 3      |               |               |               |  |
|  | 1           | Estados Unidos | Estados Unidos | Estados Unidos | 3      | 3             |               |               |  |
|  | 1           | Estados Unidos |                |                |        | 3             |               |               |  |
|  | 4           | Turquía        | 0              |                |        | Tercer puesto | Tercer puesto | Tercer puesto |  |
|  | 4           | Turquía        | 0              |                |        | Tercer puesto | Tercer puesto | Tercer puesto |  |
|  |             |                |                |                |        |               |               |               |  |
|  |             |                |                |                |        | Japón         | Japón         | 0             |  |
|  |             |                |                |                |        | Japón         | Japón         | 0             |  |
|  |             |                |                |                |        | Turquía       | Turquía       | 3             |  |
|  |             |                |                |                |        | Turquía       | Turquía       | 3             |  |
|  |             |                |                |                |        |               |               |               |  |

### Semifinales
| Fecha       | Hora  | Equipo 1       | Sets  | Equipo 2 | Set 1 | Set 2 | Set 3 | Set 4 | Set 5 | Total  |
| ----------- | ----- | -------------- | ----- | -------- | ----- | ----- | ----- | ----- | ----- | ------ |
| 24 de junio | 16:00 | Brasil         | 3 : 1 | Japón    | 25-15 | 25-23 | 29-31 | 25-16 |       | 104-85 |
| 24 de junio | 19:30 | Estados Unidos | 3 : 0 | Turquía  | 25-21 | 25-23 | 25-20 |       |       | 75-64  |

### Tercer puesto
| Fecha       | Hora  | Equipo 1 | Sets  | Equipo 2 | Set 1 | Set 2 | Set 3 | Set 4 | Set 5 | Total |
| ----------- | ----- | -------- | ----- | -------- | ----- | ----- | ----- | ----- | ----- | ----- |
| 25 de junio | 16:00 | Japón    | 0 : 3 | Turquía  | 19-25 | 16-25 | 17-25 |       |       | 52-75 |

### Final
| Fecha       | Hora  | Equipo 1 | Sets  | Equipo 2       | Set 1 | Set 2 | Set 3 | Set 4 | Set 5 | Total  |
| ----------- | ----- | -------- | ----- | -------------- | ----- | ----- | ----- | ----- | ----- | ------ |
| 25 de junio | 19:30 | Brasil   | 1 : 3 | Estados Unidos | 28-26 | 23-25 | 23-25 | 21-25 |       | 95-101 |

## Posiciones finales
| Pos.              | Equipo               |
| ----------------- | -------------------- |
| Medalla de oro    | Estados Unidos       |
| Medalla de plata  | Brasil               |
| Medalla de bronce | Turquía              |
| 4                 | Japón                |
| 5                 | China                |
| 6                 | República Dominicana |
| 7                 | Países Bajos         |
| 8                 | Rusia                |
| 9                 | Bélgica              |
| 10                | Alemania             |
| 11                | Polonia              |
| 12                | Italia               |
| 13                | Serbia               |
| 14                | Canadá               |
| 15                | Corea del Sur        |
| 16                | Tailandia            |

| \| \| \| \| \| Campeón Estados Unidos[3] 3.er título \| Plantel: 1 Micha Hancock, 2 Jordyn Poulter, 3 Kathryn Plummer, 4 Justine Wong-Orantes, 6 TeTori Dixon, 7 Lauren Carlini, 8 Hannah Tapp, 10 Jordan Larson , 11 Andrea Drews, 12 Jordan Thompson, 13 Sarah Wilhite, 14 Michelle Bartsch-Hackley, 15 Kimberly Hill, 16 Foluke Akinradewo, 17 Megan Courney, 22 Haleigh Washington, 23 Kelsey Robinson, 24 Chiaka Ogbogu. Entrenador: Karch Kiraly. |
| |
| |
| Campeón Estados Unidos 3.er título |

|                                    |
|                                    |
| Campeón Estados Unidos 3.er título |

## Distinciones individuales
| Categoría                   | Ganadora                                    |
| --------------------------- | ------------------------------------------- |
| Jugadora Más Valiosa (MVP)  | Michelle Bartsch-Hackley                    |
| Mejor colocadora / armadora | Jordyn Poulter                              |
| Mejor atacante opuesta      | Tandara Alves Caixeta                       |
| Mejor punta / receptora     | Gabriela Guimarães Michelle Bartsch-Hackley |
| Mejor central / media       | Eda Erdem Dündar Carol Gattaz               |
| Mejor líbero                | Justine Wong-Orantes                        |
| Mayor anotadora             | Britt Herbots (337 pts)                     |